# سرآغاز یک باغ
سرآغاز یک باغ یک مجموعه تلویزیونی محصول سال ۱۳۸۱ به کارگردانی علی پاکاریان، و تهیه کنندگی علی اکبر کرد و حسین مروی  می‌باشد که از شبکه پخش شد.

## بازیگران
- رضا بنفشه‌خواه
- هستی روشن کار
- آذرخش رحیمی
- حسین رجایی‌دوست
- شمسی فضل‌الهی
- علیرضا بهزادی‌پور
- فرداد صفاخو
- فریماه فرجامی
- محسن قبادی
- محمدرضا نوروز
- ناصر آقایی
- نغمه سجودی
- هما خاکپاش